# Tarō Asō

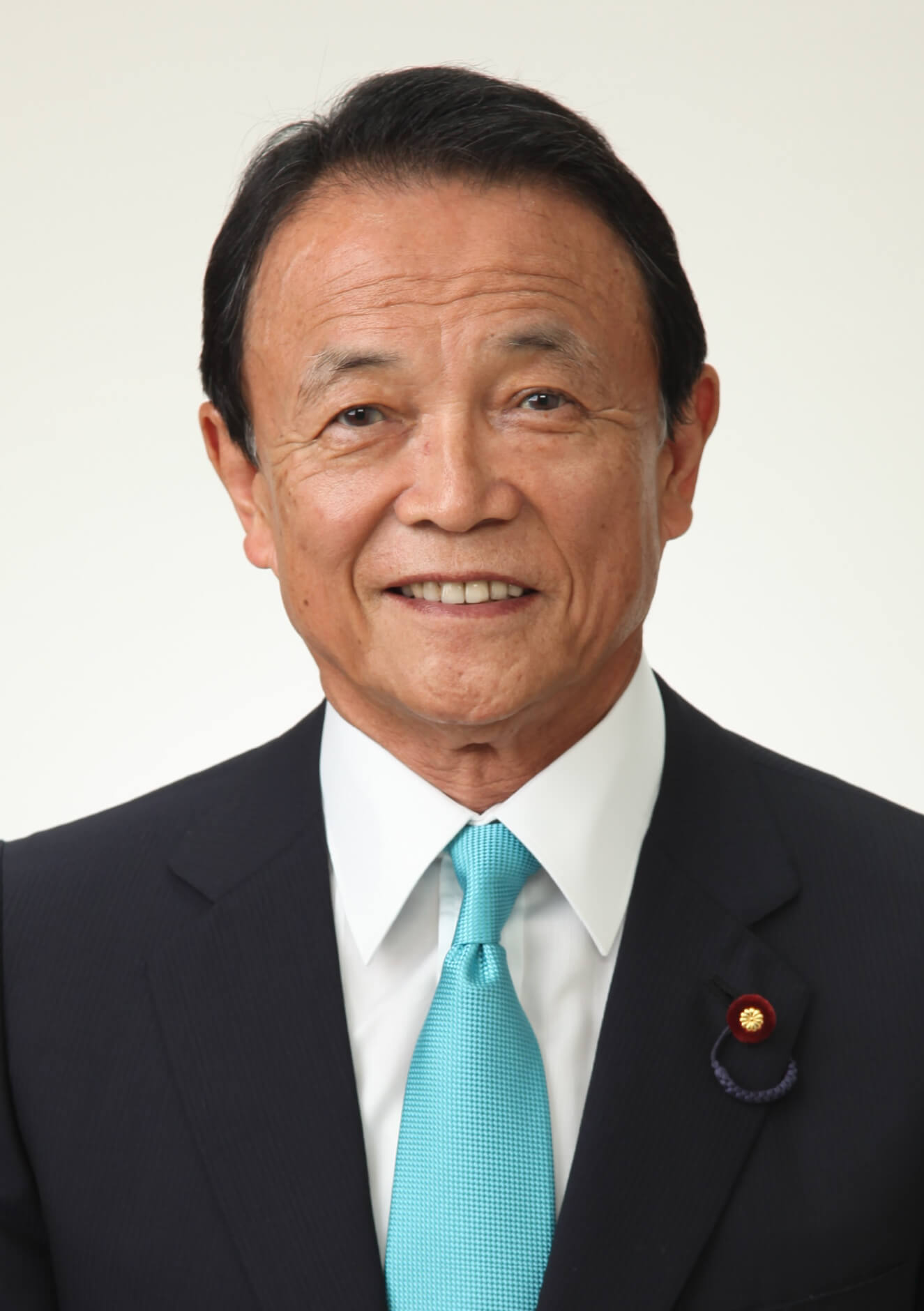
Tarō Asō (2017)

Tarō Asō (jap. 麻生 太郎 Asō Tarō; * 20. September 1940 in Iizuka, Präfektur Fukuoka) ist ein japanischer Politiker und Abgeordneter im Shūgiin, dem Unterhaus des Nationalparlaments, für den 8. Wahlkreis der Präfektur Fukuoka und „höchster Berater“ (saikō komon) der Liberaldemokratischen Partei (LDP). Innerhalb der LDP führt er die Asō-Faktion. Von September 2008 bis September 2009 war er der Premierminister Japans und LDP-Vorsitzender und war von 2012 bis 2021 Finanzminister. Zudem ist er Sonderberater der ultranationalistisch geprägten Nippon Kaigi.

## Leben
Asō ist Absolvent der Gakushūin-Universität. Nach mehreren Jahren in der Leitung des Familienunternehmens Asō, für das er auch zwei Jahre in Sierra Leone tätig war, wurde er 1978 Vorsitzender der Japan Junior Chamber, einem Interessenverband für Nachwuchsunternehmer. Bei den Olympischen Sommerspielen 1976 in Montréal nahm er als Sportschütze im Skeet-Wettbewerb teil und belegte den 41. Platz. 1979 wurde er im SNTV-Fünfmandatswahlkreis 2 der Präfektur Fukuoka ins Unterhaus gewählt und seither – seit 1996 im Einzelwahlkreis Fukuoka 8 – bis einschließlich 2024 14-mal als Abgeordneter wiedergewählt. Nur von 1983 bis 1986 war er nicht Mitglied des Shūgiin, nachdem er bei der Wahl 1983 nur den sechsthöchsten Stimmenanteil unter sechs Kandidaten erhalten hatte.  Seit Beginn der 1990er Jahre übernahm Asō vermehrt Führungspositionen in Ausschüssen, als parlamentarischer Staatssekretär (seimujikan) und in Parteigremien der LDP, 1996 wurde Asō als Leiter der Wirtschaftsplanungsbehörde zum ersten Mal ins Kabinett berufen. Unter Premierminister Jun’ichirō Koizumi war er zunächst Vorsitzender des PARC, einem Schlüsselgremium der LDP, ab 2003 dann Innenminister. Von Oktober 2005 bis August 2007 war er Außenminister seines Landes. 2006 gründete Aso das Ikōkai, die Asō-Faktion, aus der Kōno-Gruppe (Taiyūkai) von Yōhei Kōno. 2007 war Asō für kurze Zeit LDP-Generalsekretär. Erstmals 2001 kandidierte Asō für den LDP-Parteivorsitz, an den in der Regel das Amt des Premierministers geknüpft ist. Er unterlag deutlich Jun’ichirō Koizumi und Hashimoto Ryūtarō. Seine Kandidaturen 2006 gegen Shinzō Abe und 2007 gegen Yasuo Fukuda waren ebenfalls erfolglos. Bei der Neubesetzung der Partei- und Regierungsämter am 1. August 2008 berief der Premierminister und Parteivorsitzende Yasuo Fukuda Asō zum zweiten Mal als LDP-Generalsekretär. Nach Fukudas Rücktritt gewann Asō am 22. September 2008 die Wahl des LDP-Vorsitzenden mit 351 von 527 Stimmen. Am 24. September wurde er vom Unterhaus gegen das Votum des Oberhauses, das für den DPJ-Vorsitzenden Ichirō Ozawa stimmte, mit 337 von 478 Stimmen zum neuen Premierminister Japans gewählt.

### Regierungszeit

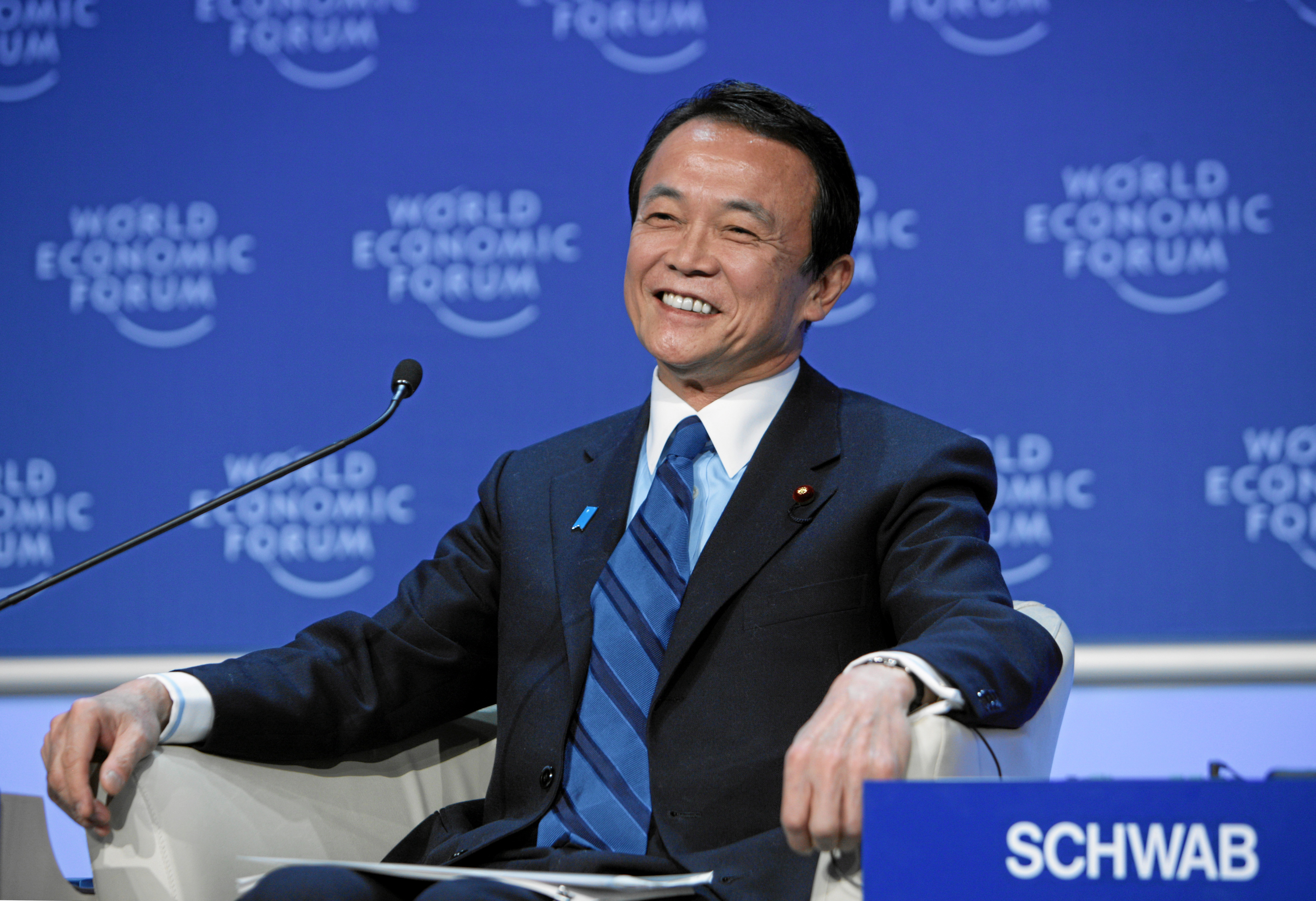
Asō als Premierminister beim Weltwirtschaftsforum 2009

Seine Amtszeit als Premierminister begann mit der Vorstellung seines Kabinetts in der Kantei. Dem Kabinett gehörten fünf faktionsungebundene Minister an. Den Schlüsselposten als Chefkabinettssekretär erhielt Takeo Kawamura, Außenminister wurde Hirofumi Nakasone und das Finanzministerium übernahm Shōichi Nakagawa. Der erste Minister, Infrastrukturminister Nariaki Nakayama, trat nach vier Tagen wegen Äußerungen in einem Interview zu seinem Amtsantritt zurück. Finanzminister Shōichi Nakagawa trat am 17. Februar 2009 von seinem Amt zurück, nachdem er während eines G7-Finanzministertreffens offensichtlich betrunken vor die Presse getreten war. Insgesamt verlor das Kabinett während Asōs Amtszeit drei Minister und insgesamt vier „Vizeminister“ und parlamentarische Staatssekretäre.

#### Außenpolitik
Nach Amtsantritt reiste Asō am 25. September zu seinem außenpolitischen Debüt nach New York, um vor der Generalversammlung der Vereinten Nationen zu sprechen. Eine wichtige Aufgabe auf dem Gebiet der Außenpolitik war die Verlängerung des Antiterrorismusgesetzes, auf dessen Grundlage Japan mit Betankungsschiffen im Indischen Ozean an der Operation Enduring Freedom teilnimmt. Es wurde am 12. Dezember 2008 durch eine Abstimmung im Unterhaus mit Zweidrittelmehrheit gegen das Oberhaus verabschiedet. Zu diesem Zweck hatte Asō die Sitzungsperiode des Parlaments bis zum 25. Dezember verlängert. Unterdessen lief der umstrittene Irakeinsatz der Luftselbstverteidigungsstreitkräfte im Dezember 2008 aus. Am 25. Dezember kündigte Asōs Regierung Pläne für eine Gesetzesänderung an, um japanische Schiffe zur Piratenbekämpfung vor die Küste Somalias entsenden zu können. Das dafür notwendige Gesetz wurde im Juni 2009 endgültig verabschiedet: Nach Interpretation der Regierung ist für einzelne Antipiraterie-Einsätze der Meeresselbstverteidigungsstreitkräfte keine Zustimmung des Parlaments erforderlich und der Einsatz militärischer Gewalt zur Piratenbekämpfung verstößt als „polizeilicher Akt“ (「警察行動」) nicht gegen die Verfassung. Bereits im März 2009 hatte die Regierung eine Einsatzgruppe auf Grundlage des Gesetzes über die Selbstverteidigungsstreitkräfte entsandt, das dies ausschließlich zum Schutz japanischer Schiffe und Staatsbürger zulässt. Die Beziehungen zu den asiatischen Nachbarn wurden im Oktober 2008 zwischenzeitlich durch die Veröffentlichung eines revisionistischen Aufsatzes durch den Stabschef der Luftselbstverteidigungsstreitkräfte, Toshio Tamogami, belastet. Tamogami wurde rasch aus dem Amt entfernt und aus den Streitkräften entlassen.
Ein Schwerpunkt Asōs außenpolitischer Aktivität waren die Beziehungen zur Republik Korea. Mehr als fünf Mal traf er sich mit Präsident Lee Myung-bak, wobei engere Wirtschaftsbeziehungen und eine abgestimmte Politik zur Bekämpfung der Wirtschaftskrise im Vordergrund standen. Über eine gemeinsame Politik gegenüber der Demokratischen Volksrepublik Korea wegen des Atomprogramms und der Frage entführten japanischen Staatsbürger konnten keine konkreten Vereinbarungen erzielt werden. Präsident Lee verzichtete explizit darauf, eine Entschuldigung für die Kolonialherrschaft oder Entschädigung für den Einsatz koreanischer Zwangsarbeiter – unter anderem in Asōs Familienunternehmen – von Japan einzufordern.

#### Innenpolitik

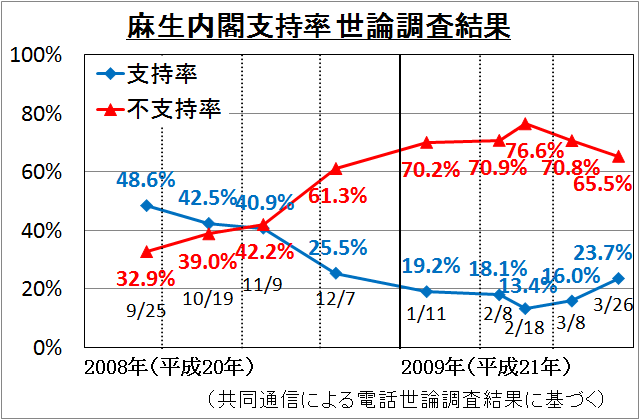
Die Zustimmungs- (blau) und Ablehnungsrate (rot) des Kabinett Asōs

Asōs innenpolitische Priorität war die Bewältigung der Wirtschaftskrise im Zuge der internationalen Finanz- und Immobilienkrise. Von der Opposition geforderte Neuwahlen zur Bestätigung seines Amtsantritts durch das Volk müssten zugunsten der Erreichung dieses Ziels, insbesondere durch Verabschiedung der regulären und Zusatzhaushalte 2008 und 2009 mit umfangreichen Konjunkturprogrammen, verschoben werden. Anlässlich eines gescheiterten Antrags der Demokratischen Partei im Unterhaus auf Auflösung und Neuwahlen am 24. Dezember 2008, schloss Asō baldige Neuwahlen erneut aus. Die Unterhauswahl 2009 musste spätestens im Herbst 2009 durchgeführt werden. Nach der verheerenden LDP-Niederlage bei der Parlamentswahl in der Präfektur Tokio am 12. Juli 2009 löste Asō das Unterhaus auf. Die Wahlen am 30. August endeten mit einer klaren Niederlage seiner Regierungskoalition. Am 16. September 2009 traten Asō und sein Kabinett nach einer letzten Kabinettssitzung vor der Wahl Yukio Hatoyamas zum Nachfolger zurück. Zu seinem Nachfolger als Parteivorsitzender wurde am 28. September 2009 Sadakazu Tanigaki gewählt (Tanigaki 300 Stimmen, Tarō Kōno 144 und Yasutoshi Nishimura 54).
Nach Asōs Regierungsantritt war die Zustimmungsrate seines Kabinetts bis Anfang Dezember 2008 nach Umfragen der Yomiuri Shimbun von um 50 % auf 20,9 % gefallen – vergleichbar niedrig waren die Werte von Yasuo Fukuda vier Monate zuvor. Im Januar 2009 überstieg die Ablehnungsrate 70 %. Asō war damit der unbeliebteste Premierminister seit Yoshirō Mori 2001. Auf breite Ablehnung stießen Asōs einmalige Auszahlungen an die Konsumenten, die die Wirtschaft durch eine Auszahlung von 2 Billionen Yen (rund 16 Mrd. Euro) an die Haushalte stimulieren sollten. Gegen die Opposition und einzelne Politiker auch aus der Regierungskoalition wurde der zweite Zusatzhaushalt 2008 mit dem Auszahlungprogramm (teigaku kyōfukin, „fixierte Auszahlung“) durch die Zweidrittelmehrheit im Unterhaus im März 2009 verabschiedet. Der gleichzeitig verabschiedete reguläre Haushalt für das im April beginnende Fiskaljahr 2009 war mit 88 Billionen Yen der bis dahin größte der japanischen Geschichte. Auch der im Mai verabschiedete erste Zusatzhaushalt 2009 setzte mit weiteren 14 Billionen Yen für Beschäftigungs-, gesundheitspolitische und Finanzmarktmaßnahmen einen neuen Rekord. Trotz der Ausgabenprogramme prognostizierte die OECD im Juni 2009 für 2009 eine Schrumpfung der japanischen Wirtschaft um über sechs Prozent, korrigierte aber ihre Wachstumsprognose für 2010 nach oben auf 0,7 %. Nach einer späteren Statistik des Kabinettsbüros endete die Rezession in Japan im März 2009. Auf Widerstand auch in der LDP stieß eine für 2011 geplante Erhöhung der Mehrwertsteuer. Weitere innenpolitische Aufgaben waren der Verbraucherschutz und Lebensmittelsicherheit sowie die Bewältigung eines seit 2007 schwelenden Rentenskandals, bei dem Aufzeichnungen über Rentenansprüche von über 1,4 Millionen Bürgern bei den Behörden fehlerhaft registriert waren. Der zuständige Sozialminister Yōichi Masuzoe war der am längsten durchgehend amtierende Minister im Kabinett. Ein Reformprojekt Asōs war die Bekämpfung des Amakudari, dem Wechsel hoher Beamten in die Privatwirtschaft oder zu halbstaatlichen Einrichtungen (watari).

### Finanz- und Vizepremierminister unter Shinzō Abe
In der Oppositionszeit der LDP 2009 bis 2012 hatte Asō unter Sadakazu Tanigaki (Koga-/Kishida-Faktion) keine führenden Ämter. Das änderte sich unter Tanigakis Nachfolger Shinzō Abe. Nachdem die LDP im Dezember 2012 wieder die Regierungsverantwortung erhielt, berief Shinzō Abe ihn als Finanzminister, Minister für den Finanzsektor und Vizepremier in sein Kabinett. Damit war er wesentlich für die Umsetzung von Abes Wirtschaftspolitik, der „Abenomics“, mitverantwortlich. Er blieb während der gesamten Regierungszeit Abes und auch unter Nachfolger Yoshihide Suga bis 2021 im Amt. 2017 fusionierte die alte Asō-Faktion (Ikōkai) mit der kleinen, indirekt auf die Fortschritts-/Reformpartei der Nachkriegsjahre zurückgehenden Santō-Faktion, und einigen Mitgliedern anderer Faktionen zum Shikōkai (志公会), das weiter von Asō geführt wird. Mit (Stand: 2021) 53 Mitgliedern ist sie zwar deutlich kleiner als die seit den 1990er Jahren dominante Mori-/Machimura-/Hosoda-Faktion, aus der auch Abe kommt, ist aber als zweitgrößte Faktion ein wichtiger Teil des Machtgefüges der LDP.
Unter Sugas Nachfolger Fumio Kishida wechselte Asō aus dem Kabinett in die Parteiführung und wurde Vizeparteivorsitzender, eine nicht immer vergebene Position, die davor zuletzt mit Masahiko Kōmura (Santō→Asō-Faktion) bis 2017 besetzt worden war. 2024 wurde Aso unter Shigeru Ishiba saikō komon („höchster Berater“) im Parteivorstand, eine Position, die zuletzt in den 1990er Jahren vom Ex-Parteivorsitzenden Yasuhiro Nakasone gehalten worden war.

## Familie

Das Familienwappen (Kamon) des Asō-Klans

Tarō Asōs Frau Chikako ist die Tochter des ehemaligen Premierministers Zenkō Suzuki. Ihr Bruder Shun’ichi Suzuki ist Unterhausabgeordneter der LDP (Koga-Faktion). Asōs Vater Takakichi war Unterhausabgeordneter der Nachkriegszeit und Chef des Familienunternehmens, das jetzt Tarōs jüngerer Bruder Yutaka führt. Tarō Asōs Großvater mütterlicherseits ist der ehemalige Premierminister Shigeru Yoshida, sein Urgroßvater der Lordsiegelbewahrer und Außenminister Graf Makino Nobuaki, sein Ururgroßvater Ōkubo Toshimichi eine Schlüsselfigur der Meiji-Restauration und späterer Innenminister. Ein weiterer Urgroßvater Asōs war Vizegraf Kanō Hisayoshi, dessen Urenkel Gaku Hashimoto bis 2009 Abgeordneter im Shūgiin für die LDP (Tsushima-Faktion) war. Tarō Asō ist der Bruder der Prinzessin Tomohito von Mikasa, geb. Nobuko Asō, Gemahlin des verstorbenen Prinzen Tomohito von Mikasa, einem Sohn Prinz Takahito von Mikasas und als solcher eng mit dem japanischen Kaiserhaus verbunden. Tarō Asō ist Katholik. Ob er praktizierender Christ sei, ließ er unlängst offen. Seine Familie gehört seit vier Generationen der Kirche an.
| Ōkubo Toshimichi    | Ōkubo Toshimichi    | Ōkubo Toshimichi    | Ōkubo Toshimichi    | Ōkubo Toshimichi    | Ōkubo Toshimichi    |        |        | Mishima Michitsune | Mishima Michitsune | Mishima Michitsune | Mishima Michitsune | Mishima Michitsune | Mishima Michitsune |                 |                 |                 |                 |          |          |               |               |               |               |               |               |         |         |              |              |              |              |                  |                  |                  |                  |                  |                  |  |  |                    |                    |                    |                    |                    |                    |  |  |                   |                   |                   |                   |                   |                   |  |  |  |  |  |  |  |  |  |  |  |  |
| Ōkubo Toshimichi    | Ōkubo Toshimichi    | Ōkubo Toshimichi    | Ōkubo Toshimichi    | Ōkubo Toshimichi    | Ōkubo Toshimichi    |        |        | Mishima Michitsune | Mishima Michitsune | Mishima Michitsune | Mishima Michitsune | Mishima Michitsune | Mishima Michitsune |                 |                 |                 |                 |          |          |               |               |               |               |               |               |         |         |              |              |              |              |                  |                  |                  |                  |                  |                  |  |  |                    |                    |                    |                    |                    |                    |  |  |                   |                   |                   |                   |                   |                   |  |  |  |  |  |  |  |  |  |  |  |  |
| Makino Nobuaki      | Makino Nobuaki      | Makino Nobuaki      | Makino Nobuaki      | Makino Nobuaki      | Makino Nobuaki      |        |        | Mineko             | Mineko             | Mineko             | Mineko             | Mineko             | Mineko             |                 |                 |                 |                 |          |          | Asō Takichi   | Asō Takichi   | Asō Takichi   | Asō Takichi   | Asō Takichi   | Asō Takichi   |         |         |              |              |              |              | Kanō Hisayoshi   | Kanō Hisayoshi   | Kanō Hisayoshi   | Kanō Hisayoshi   | Kanō Hisayoshi   | Kanō Hisayoshi   |  |  |                    |                    |                    |                    |                    |                    |  |  |                   |                   |                   |                   |                   |                   |  |  |  |  |  |  |  |  |  |  |  |  |
| Makino Nobuaki      | Makino Nobuaki      | Makino Nobuaki      | Makino Nobuaki      | Makino Nobuaki      | Makino Nobuaki      |        |        | Mineko             | Mineko             | Mineko             | Mineko             | Mineko             | Mineko             |                 |                 |                 |                 |          |          | Asō Takichi   | Asō Takichi   | Asō Takichi   | Asō Takichi   | Asō Takichi   | Asō Takichi   |         |         |              |              |              |              | Kanō Hisayoshi   | Kanō Hisayoshi   | Kanō Hisayoshi   | Kanō Hisayoshi   | Kanō Hisayoshi   | Kanō Hisayoshi   |  |  |                    |                    |                    |                    |                    |                    |  |  |                   |                   |                   |                   |                   |                   |  |  |  |  |  |  |  |  |  |  |  |  |
|                     |                     |                     |                     |                     |                     |        |        |                    |                    |                    |                    |                    |                    |                 |                 |                 |                 |          |          |               |               |               |               |               |               |         |         |              |              |              |              |                  |                  |                  |                  |                  |                  |  |  |                    |                    |                    |                    |                    |                    |  |  |                   |                   |                   |                   |                   |                   |  |  |  |  |  |  |  |  |  |  |  |  |
|                     |                     |                     |                     |                     |                     |        |        |                    |                    |                    |                    |                    |                    |                 |                 |                 |                 |          |          |               |               |               |               |               |               |         |         |              |              |              |              |                  |                  |                  |                  |                  |                  |  |  |                    |                    |                    |                    |                    |                    |  |  |                   |                   |                   |                   |                   |                   |  |  |  |  |  |  |  |  |  |  |  |  |
|                     |                     |                     |                     | Yukiko              | Yukiko              | Yukiko | Yukiko | Yukiko             | Yukiko             |                    |                    | Yoshida Shigeru    | Yoshida Shigeru    | Yoshida Shigeru | Yoshida Shigeru | Yoshida Shigeru | Yoshida Shigeru |          |          | Asō Tarō      | Asō Tarō      | Asō Tarō      | Asō Tarō      | Asō Tarō      | Asō Tarō      |         |         |              |              |              |              | Natsuko          | Natsuko          | Natsuko          | Natsuko          | Natsuko          | Natsuko          |  |  | Kanō Hisaakira     | Kanō Hisaakira     | Kanō Hisaakira     | Kanō Hisaakira     | Kanō Hisaakira     | Kanō Hisaakira     |  |  |                   |                   |                   |                   |                   |                   |  |  |  |  |  |  |  |  |  |  |  |  |
|                     |                     |                     |                     | Yukiko              | Yukiko              | Yukiko | Yukiko | Yukiko             | Yukiko             |                    |                    | Yoshida Shigeru    | Yoshida Shigeru    | Yoshida Shigeru | Yoshida Shigeru | Yoshida Shigeru | Yoshida Shigeru |          |          | Asō Tarō      | Asō Tarō      | Asō Tarō      | Asō Tarō      | Asō Tarō      | Asō Tarō      |         |         |              |              |              |              | Natsuko          | Natsuko          | Natsuko          | Natsuko          | Natsuko          | Natsuko          |  |  | Kanō Hisaakira     | Kanō Hisaakira     | Kanō Hisaakira     | Kanō Hisaakira     | Kanō Hisaakira     | Kanō Hisaakira     |  |  |                   |                   |                   |                   |                   |                   |  |  |  |  |  |  |  |  |  |  |  |  |
|                     |                     |                     |                     |                     |                     |        |        |                    |                    |                    |                    |                    |                    |                 |                 |                 |                 |          |          |               |               |               |               |               |               |         |         |              |              |              |              |                  |                  |                  |                  |                  |                  |  |  |                    |                    |                    |                    |                    |                    |  |  |                   |                   |                   |                   |                   |                   |  |  |  |  |  |  |  |  |  |  |  |  |
|                     |                     |                     |                     |                     |                     |        |        |                    |                    |                    |                    |                    |                    |                 |                 |                 |                 |          |          |               |               |               |               |               |               |         |         |              |              |              |              |                  |                  |                  |                  |                  |                  |  |  |                    |                    |                    |                    |                    |                    |  |  |                   |                   |                   |                   |                   |                   |  |  |  |  |  |  |  |  |  |  |  |  |
| Yoshida Ken’ichi    | Yoshida Ken’ichi    | Yoshida Ken’ichi    | Yoshida Ken’ichi    | Yoshida Ken’ichi    | Yoshida Ken’ichi    |        |        | Kazuko             | Kazuko             | Kazuko             | Kazuko             | Kazuko             | Kazuko             |                 |                 |                 |                 |          |          | Asō Takakichi | Asō Takakichi | Asō Takakichi | Asō Takakichi | Asō Takakichi | Asō Takakichi |         |         | Suzuki Zenkō | Suzuki Zenkō | Suzuki Zenkō | Suzuki Zenkō | Suzuki Zenkō     | Suzuki Zenkō     |                  |                  |                  |                  |  |  | Nakamura Hisatsugu | Nakamura Hisatsugu | Nakamura Hisatsugu | Nakamura Hisatsugu | Nakamura Hisatsugu | Nakamura Hisatsugu |  |  |                   |                   |                   |                   |                   |                   |  |  |  |  |  |  |  |  |  |  |  |  |
| Yoshida Ken’ichi    | Yoshida Ken’ichi    | Yoshida Ken’ichi    | Yoshida Ken’ichi    | Yoshida Ken’ichi    | Yoshida Ken’ichi    |        |        | Kazuko             | Kazuko             | Kazuko             | Kazuko             | Kazuko             | Kazuko             |                 |                 |                 |                 |          |          | Asō Takakichi | Asō Takakichi | Asō Takakichi | Asō Takakichi | Asō Takakichi | Asō Takakichi |         |         | Suzuki Zenkō | Suzuki Zenkō | Suzuki Zenkō | Suzuki Zenkō | Suzuki Zenkō     | Suzuki Zenkō     |                  |                  |                  |                  |  |  | Nakamura Hisatsugu | Nakamura Hisatsugu | Nakamura Hisatsugu | Nakamura Hisatsugu | Nakamura Hisatsugu | Nakamura Hisatsugu |  |  |                   |                   |                   |                   |                   |                   |  |  |  |  |  |  |  |  |  |  |  |  |
|                     |                     |                     |                     |                     |                     |        |        |                    |                    |                    |                    |                    |                    |                 |                 |                 |                 |          |          |               |               |               |               |               |               |         |         |              |              |              |              |                  |                  |                  |                  |                  |                  |  |  |                    |                    |                    |                    |                    |                    |  |  |                   |                   |                   |                   |                   |                   |  |  |  |  |  |  |  |  |  |  |  |  |
|                     |                     |                     |                     |                     |                     |        |        |                    |                    |                    |                    |                    |                    |                 |                 |                 |                 |          |          |               |               |               |               |               |               |         |         |              |              |              |              |                  |                  |                  |                  |                  |                  |  |  |                    |                    |                    |                    |                    |                    |  |  |                   |                   |                   |                   |                   |                   |  |  |  |  |  |  |  |  |  |  |  |  |
| Tomohito von Mikasa | Tomohito von Mikasa | Tomohito von Mikasa | Tomohito von Mikasa | Tomohito von Mikasa | Tomohito von Mikasa |        |        | Nobuko Asō         | Nobuko Asō         | Nobuko Asō         | Nobuko Asō         | Nobuko Asō         | Nobuko Asō         |                 |                 | Tarō Asō        | Tarō Asō        | Tarō Asō | Tarō Asō | Tarō Asō      | Tarō Asō      |               |               | Chikako       | Chikako       | Chikako | Chikako | Chikako      | Chikako      |              |              | Shun’ichi Suzuki | Shun’ichi Suzuki | Shun’ichi Suzuki | Shun’ichi Suzuki | Shun’ichi Suzuki | Shun’ichi Suzuki |  |  | Kumiko             | Kumiko             | Kumiko             | Kumiko             | Kumiko             | Kumiko             |  |  | Ryūtarō Hashimoto | Ryūtarō Hashimoto | Ryūtarō Hashimoto | Ryūtarō Hashimoto | Ryūtarō Hashimoto | Ryūtarō Hashimoto |  |  |  |  |  |  |  |  |  |  |  |  |
| Tomohito von Mikasa | Tomohito von Mikasa | Tomohito von Mikasa | Tomohito von Mikasa | Tomohito von Mikasa | Tomohito von Mikasa |        |        | Nobuko Asō         | Nobuko Asō         | Nobuko Asō         | Nobuko Asō         | Nobuko Asō         | Nobuko Asō         |                 |                 | Tarō Asō        | Tarō Asō        | Tarō Asō | Tarō Asō | Tarō Asō      | Tarō Asō      |               |               | Chikako       | Chikako       | Chikako | Chikako | Chikako      | Chikako      |              |              | Shun’ichi Suzuki | Shun’ichi Suzuki | Shun’ichi Suzuki | Shun’ichi Suzuki | Shun’ichi Suzuki | Shun’ichi Suzuki |  |  | Kumiko             | Kumiko             | Kumiko             | Kumiko             | Kumiko             | Kumiko             |  |  | Ryūtarō Hashimoto | Ryūtarō Hashimoto | Ryūtarō Hashimoto | Ryūtarō Hashimoto | Ryūtarō Hashimoto | Ryūtarō Hashimoto |  |  |  |  |  |  |  |  |  |  |  |  |
|                     |                     |                     |                     |                     |                     |        |        |                    |                    |                    |                    |                    |                    |                 |                 |                 |                 |          |          |               |               |               |               |               |               |         |         |              |              |              |              |                  |                  |                  |                  |                  |                  |  |  |                    |                    |                    |                    |                    |                    |  |  |                   |                   |                   |                   |                   |                   |  |  |  |  |  |  |  |  |  |  |  |  |
|                     |                     |                     |                     |                     |                     |        |        |                    |                    |                    |                    |                    |                    |                 |                 |                 |                 |          |          |               |               |               |               |               |               |         |         |              |              |              |              |                  |                  |                  |                  |                  |                  |  |  |                    |                    |                    |                    |                    |                    |  |  |                   |                   |                   |                   |                   |                   |  |  |  |  |  |  |  |  |  |  |  |  |
| Prinzessin Akiko    | Prinzessin Akiko    | Prinzessin Akiko    | Prinzessin Akiko    | Prinzessin Akiko    | Prinzessin Akiko    |        |        | Prinzessin Yōko    | Prinzessin Yōko    | Prinzessin Yōko    | Prinzessin Yōko    | Prinzessin Yōko    | Prinzessin Yōko    |                 |                 |                 |                 |          |          |               |               |               |               |               |               |         |         |              |              |              |              |                  |                  |                  |                  |                  |                  |  |  | Gaku Hashimoto     | Gaku Hashimoto     | Gaku Hashimoto     | Gaku Hashimoto     | Gaku Hashimoto     | Gaku Hashimoto     |  |  |                   |                   |                   |                   |                   |                   |  |  |  |  |  |  |  |  |  |  |  |  |